# 대한민국 민법 제484조
대한민국 민법 제484조는 대위변제와 채권증서, 담보물에 대한 민법 채권법 조문이다.

## 조문
제484조(대위변제와 채권증서, 담보물) ① 채권전부의 대위변제를 받은 채권자는 그 채권에 관한 증서 및 점유한 담보물을 대위자에게 교부하여야 한다.
②채권의 일부에 대한 대위변제가 있는 때에는 채권자는 채권증서에 그 대위를 기입하고 자기가 점유한 담보물의 보존에 관하여 대위자의 감독을 받아야 한다.

第484條(代位辨濟와 債權證書, 擔保物) ① 債權全部의 代位辨濟를 받은 債權者는 그 債權에 關한 證書 및 占有한 擔保物을 代位者에게 交付하여야 한다.
②債權의 一部에 對한 代位辨濟가 있는 때에는 債權者는 債權證書에 그 代位를 記入하고 自己가 占有한 擔保物의 保存에 關하여 代位者의 監督을 받아야 한다.

## 참고 문헌
- 오현수, 일본민법, 진원사, 2014. ISBN 9788963463452
- 오세경, 대법전, 법전출판사, 2014 ISBN 9788926210277
- 이준현 , LOGOS 민법 조문판례집, 미래가치, 2015. ISBN 9791155020869